# Бенні Тай
Бенні Тай Ю-тін (кит. трад.: 戴耀廷, англ. Benny Tai Yiu-ting; народився 1964 року), має Орден Пошани, — доцент з права в Університеті Гонконгу який отримав широку увагу засобів масової інформації в січні 2013 року, коли він почав кампанію Occupy Central with Love and Peace за універсальне право у виборах голови Гонконгу 2017 і Виборах до Законодавчої ради 2020. Є одним із лідерів Революції парасольок.
Крім ініціювання кампанії займайти Центр, Тай також на цей час[коли?] є членом групи радників типу Управління омбудсменів.
6 січня 2021 року Тай був заарештований разом з 54 іншими гонконзькими продемократичними активістами, соціальними працівниками та колишніми законодавцями за підозрою в «підриві державної влади» відповідно до закону про національну безпеку за організацію продемократичних праймеріз 2020 року. У судовому процесі у справі про національну безпеку в 2024 році суд Гонконгу засудив Тай до 10 років ув’язнення за «підривну діяльність».

## Молоді роки
Тай народився в Гонконзі в 1964 році і закінчив Єпархіальну школу для хлопчиків в 1981 році. Закінчив Університет Гонконгу і отримав ступінь бакалавра права в 1986 році і післядипломний законний сертифікат в 1987 році.
Тай став професором права в Університеті Гонконгу в 1991 році. Був заступником декана Університету юридичного факультету з 2000 по 2008 роки.

## Суперечки

### Пропозиція щодо руху Occupy Central
В результаті кампанії Occupy Central, Тай був звинувачений членами про-Пекінського табору, в тому числі законодавчим радником Прісциллою Леунг, в порушенні кодексу поведінки юридичного вченого, закликаючи людей до умисного порушення закону. У відповідь на це звинувачення, Тай відповів, що Occupy Central буде і є формою громадянської непокори, і що громадянська непокора не порушує закон. Незважаючи на цю відповідь, Тай ще отримав широку критику з боку табору про-Пекіністів, і навіть отримав погрози смерті в результаті діяльності Occupy Central-руху.

### ЗасудженняКампанію по збору підписів Анти-Occupy Central[en]
31 липня 2014 року, Тай публічно засудив «Anti-Occupy Central» (кампанію підписів), ініціатива якої належала Альянсу за мир і демократію як «сліпого наслідування з безглуздої любові» (кит.: 東施效顰), кажучи, що їхня кампанія з підписів є плагіатом громадянського референдуму із Occupy Central раніше, в червні. Роберт Чоу, представник Альянсу за мир і демократію, відповів, що їхня кампанія підписів дійсно перевершує громадянський референдум Тай (кит.: 青出於藍勝於藍).